# José Dias
José Dias de Souza Martins (Martins, 7 de abril de 1939) é um advogado, pecuarista e político brasileiro filiado ao Partido Liberal (PL).

## Biografia
José Dias, nasceu em Umarizal, cidade do interior do Rio Grande do Norte, no ano de 1939. É advogado de formação e também atua no ramo da pecuária.

## Carreira política
Em 1986, foi eleito pela primeira vez para o cargo de deputado estadual do Rio Grande do Norte, pelo Movimento Democrático Brasileiro (MDB) com 10.361 votos. No ano de 1990, foi reconduzido ao cargo com 10.631 votos.  Em 1994, foi reeleito para o cargo com 15.081 votos. Em 1998, foi novamente eleito para o cargo com 20.578 votos. Já em 2002, venceu mais uma vez para o cargo conquistando 33.604 votos. Em 2006, foi reeleito novamente com 29.973 votos. Em 2010, conquistou mais uma vez a reeleição para o cargo com 30.876 votos.
No ao de 2014, após ter saído do PMDB, partido qual foi militante por vinte e oito anos, migrou para o Partido Social Democrático (PSD) com o qual foi reconduzido ao cargo com 37.884 votos. Em 2016, após rápida passagem pelo partido, desfiliou-se do PSD e migrou para o Partido da Social Democracia Brasileira (PSDB), afirmando que sempre votou nos tucanos nas eleições presidenciais. Em 2018, foi eleito pela nona vez para o cargo de deputado estadual com 27.275 votos.
No seu segundo pleito pelo PSDB, em 2022, Dias foi eleito pela décima vez como Deputado estadual após conquistar 49.027 votos. Em 2024, deixou o PSDB e filiou-se ao Partido Liberal (PL).

### Desempenho eleitoral
| Ano  | Cargo                                    | Partido | Votos  | Resultado | Ref.   |
| ---- | ---------------------------------------- | ------- | ------ | --------- | ------ |
| 1986 | Deputado estadual do Rio Grande do Norte | PMDB    | 10.361 | Eleito    | [ 6 ]  |
| 1990 | Deputado estadual do Rio Grande do Norte | PMDB    | 10.631 | Eleito    | [ 7 ]  |
| 1994 | Deputado estadual do Rio Grande do Norte | PMDB    | 15.081 | Eleito    | [ 8 ]  |
| 1998 | Deputado estadual do Rio Grande do Norte | PMDB    | 20.578 | Eleito    | [ 9 ]  |
| 2002 | Deputado estadual do Rio Grande do Norte | PMDB    | 33.604 | Eleito    | [ 10 ] |
| 2006 | Deputado estadual do Rio Grande do Norte | PMDB    | 29.973 | Eleito    | [ 11 ] |
| 2010 | Deputado estadual do Rio Grande do Norte | PMDB    | 30.876 | Eleito    | [ 12 ] |
| 2014 | Deputado estadual do Rio Grande do Norte | PSD     | 37.884 | Eleito    | [ 13 ] |
| 2018 | Deputado estadual do Rio Grande do Norte | PSDB    | 27.275 | Eleito    | [ 15 ] |
| 2022 | Deputado estadual do Rio Grande do Norte | PSDB    | 49.027 | Eleito    | [ 19 ] |

## Controvérsias

#### Funcionária fantasma
No ano de 2019, Dias teve seus bens bloqueados pela 3ª Vara da Fazenda Pública de Natal, após estar atrelado em uma denúncia que envolvia Janine Salustino Mesquita de Faria, filha do ex-governador potiguar, Robinson Faria (PSD). Para a justiça Janine teria sido "funcionária fantasma" do gabinete de Dias durante cinco anos. Ambos negaram a acusação e criticaram a decisão judicial.